# Стівен Кларк (плавець)
Стівен Кларк (англ. Stephen Clarke, 21 липня 1973) — канадський плавець.
Призер Олімпійських Ігор 1992 року, учасник 1996 року.
Призер Пантихоокеанського чемпіонату з плавання 1993, 1997 років.
Переможець Ігор Співдружності 1994 року, призер 1998 року.
Призер Панамериканських ігор 1991 року.